# Mark Fergus
Mark Fergus (* in New York City) ist ein US-amerikanischer Drehbuchautor und Regisseur.

## Leben
Nach einem Filmstudium an der Boston University wandte sich Fergus dem Drehbuchschreiben zu. Hierbei arbeitet er seit Beginn an eng mit Hawk Ostby zusammen und gemeinsamen entwickelten sie das Drehbuch zu Consequence, der 2003 von Anthony Hickox inszeniert wurde. 
2006 gehörten Fergus und Ostby zum Drehbuchautorenteam des Filmes Children of Men, wofür sie gemeinsam mit ihren Kollegen für den Oscar in der Kategorie Bestes adaptiertes Drehbuch nominiert wurden. Im gleichen Jahr entstand der Thriller First Snow, mit dem Fergus sein Debüt als Regisseur gab. Weitere Filme, an deren Drehbuchentwicklung sie beteiligt waren, sind die Comicverfilmungen Iron Man und Cowboys & Aliens. 2015 folgte die Fernsehserie The Expanse, die bis 2022 lief.

## Filmografie
- 2003: Consequence
- 2006: Children of Men
- 2006: First Snow
- 2008: Iron Man
- 2012: Cowboys & Aliens
- 2015–2022: The Expanse (Fernsehserie)
- 2019: The Last Vermeer